# Masahiko Ichikawa
Masahiko Ichikawa (Tokio, 17 september 1985) is een Japans voetballer.

## Carrière
Masahiko Ichikawa speelde tussen 2008 en 2011 voor Omiya Ardija en Tokyo Verdy. Hij tekende in 2012 bij Omiya Ardija.